# Hysterium myrtillum
Hysterium myrtillum är en svampart som beskrevs av Pers. Hysterium myrtillum ingår i släktet Hysterium och familjen Hysteriaceae.   Inga underarter finns listade i Catalogue of Life.